# Arlette Zola
Arlette Zola, pseudonimo di Arlette Quazzola (Friburgo, 29 aprile 1949), è una cantante svizzera.

## Biografia
La sua carriera ha inizio nel 1965. Ha partecipato all'Eurovision Song Contest 1982 con Amour on t'aime che si classificò al terzo posto. Nel 1984 e nel 1985 partecipò alla selezione svizzera per l'Eurofestival con Emporte-moi e Aime-moi che si classificarono tutte e due al terzo posto.
Attualmente, ritiratasi a vita privata, vive a Friburgo, dove gestisce un ristorante.